# (344) Desiderata
(344) Desiderata es un asteroide perteneciente al cinturón de asteroides descubierto el 15 de noviembre de 1892 por Auguste Honoré Charlois desde el observatorio de Niza, Francia.
Está nombrado en honor de Bernardine Eugénie Désirée Clary (1777-1860), esposa de Carlos XIV de Suecia.